# Леонтьева, Валентина Михайловна
Валенти́на Миха́йловна Лео́нтьева (1 августа 1923, Петроград — 20 мая 2007, посёлок Новосёлки, Новосёлкинское сельское поселение, Мелекесский район, Ульяновская область) — советская и российская телеведущая, диктор Центрального телевидения Гостелерадио СССР (1954—1989). Лауреат Государственной премии СССР (1975). Народная артистка СССР (1982).

## Биография
Валентина Леонтьева родилась 1 августа 1923 года в Петрограде, в Клиническом институте на Кирочной. Родители — Михаил Григорьевич Леонтьев (1883—1942) и Екатерина Михайловна (в девичестве Леушева, 1899—1982), зарегистрировали брак в Рождественском районном совдепе Петрограда 28 мая 1920 года, оба работали бухгалтерами. На тот момент в семье уже была старшая дочь Людмила (род. 1921). Согласно актовой записи о рождении, девочка изначально названа Валентиной. Легенда о шведском происхождении отца, вероятно, связана с его первым браком: 29 апреля 1916 в Смольном соборе Михаил Григорьевич обвенчался с уроженкой Нюландии, православной финкой Марией Якобовной Тойвола. В 1917 году у них родилась дочь Калерия, а через год Мария скончалась. В записи о браке с Екатериной Михайловной Михаил Григорьевич обозначен «вдовым».
На момент рождения Валентины семья жила на улице Слуцкого, д. 45, кв. 42, впоследствии переехала на Петроградскую сторону и жила по адресу Зверинская улица/Большой проспект Петроградской стороны, д. 2/5, кв. 20 (впоследствии здесь была установлена мемориальная доска). С детства занималась в театральном кружке при ТЮЗе.
Вместе с родителями в ленинградскую блокаду оставалась в осаждённом городе. В возрасте 18 лет пошла в сандружинницы, чтобы помогать раненым и больным горожанам. В блокадные дни умер её отец. В 1942 году мать и две сестры уехали из Ленинграда в эвакуацию в п. Новосёлки Мелекесского района Ульяновской области.
В 1944 году поступила в Московский химико-технологический институт им. Д. И. Менделеева, но учиться не стала, работала в поликлинике. В 1948 году окончила Оперно-драматическую студию им. К. С. Станиславского (ныне Электротеатр Станиславский) (курс В. О. Топоркова). После окончания студии два сезона служила в Тамбовском драматическом театре.

### Работа на телевидении
В 1954 году, пройдя конкурсный отбор, пришла работать на телевидение. Сначала — помощником режиссёра, затем становится диктором.
В конце 1960-х годов жила в Нью-Йорке (США) с мужем-дипломатом и сыном. Возвратившись из США, вновь работала на телевидении.
За годы своей долголетней работы на телевидении вела «Голубые огоньки», праздничные трансляции, передачу «Из ложи театра» (вместе с И. Кирилловым), а также многие другие популярные в то время телевизионные программы. Была телеведущей детских программ — «В гостях у сказки», «Спокойной ночи, малыши!», «Будильник», «Умелые руки» — на этих передачах выросло не одно поколение советских людей. Миллионы детей ждали их. А сама В. Леонтьева заслужила почётный титул — тётя Валя. Примечательна также её единственная роль в мультипликации — её голосом говорит мама Малыша в первом мультфильме о Карлсоне (1968). В 1980 году выступила в роли комментатора торжественной церемонии открытия Олимпийских игр в Москве.
Пиком её творчества стала передача «От всей души», которая была удостоена Государственной премии СССР. Впервые вышедшая в эфир 13 июля 1972 года, передача шла 15 лет. Последний 52-й выпуск состоялся в июле 1987 года (из Оренбурга).
C 1989 года — диктор-консультант телевидения. В 1986 году вышла её автобиографическая книга «Объяснение в любви» (2-е издание в 1989 году).
В 1990-е годы наступил сложный период в жизни телеведущей. Все её передачи закрылись, а новых предложений не поступало. Она пыталась самостоятельно возродить программу «От всей души», но её усилия не дали результата. С 1996 по 1997 год вместе с И. Кирилловым вела новостную рубрику в обзорной передаче «Телескоп» (производство телекомпании ВИD).

### Последние годы
C 2004 года проживала в посёлке Новосёлки Мелекесского района Ульяновской области у своих родственников.
В последние годы у В. Леонтьевой начались проблемы со здоровьем. После неудачного падения в московской квартире Леонтьева получила перелом ноги, который не позволял ей выходить на улицу. За два года до смерти начала терять зрение, после сделанной операции пошла на поправку. В 2007 году состояние телеведущей вновь ухудшилось, она не вставала с постели.
Скончалась 20 мая 2007 года в Новосёлках Ульяновской области на 84-м году жизни. Причиной смерти, по утверждению сестры Людмилы, стала пневмония.
22 мая 2007 года похоронена на поселковом кладбище в Новосёлках.

## Семья и личная жизнь
- Отец — Михаил Григорьевич Леонтьев (ум. в марте 1942), с января 1909 года служил секретарём правления больницы Св. Ольги для неизлечимых больных в Петербурге[8], жил там же на казённой квартире (Тверская улица, д. 22). Губернский секретарь (1913), титулярный советник (1917)[9]. После революции работал главным бухгалтером на Октябрьской железной дороге. В начале Великой Отечественной войны служил в отряде ПВО и умер от голода и заражения крови (разбирал мебель на дрова и поранил руку).
- Мать — Екатерина Михайловна Леонтьева (Леушева), работала бухгалтером в больнице. 
 Отец матери, Михаил Павлович Леушев, крестьянин с. Любегощи Весьегонского уезда Тверской губернии[10], держал чайную и съестную торговлю на Смоленской улице, д. 3—5[11], в советское время был лишенцем.
- Дядя (муж сестры матери, Елены Михайловны Леушевой) — Владимир Алексеевич Щуко (1878—1939), архитектор, художник театра. Академик архитектуры (1911).
- Первый муж — Юрий Ришар, режиссёр радио.
- Второй муж — Юрий Виноградов, дипломат, сотрудник дипломатической миссии СССР в Нью-Йорке (брак распался в 1970-е годы).
  - Сын — Дмитрий Юрьевич Виноградов (род. 26.01.1962).
    - Внук — Валентин Дмитриевич Виноградов, названный в честь бабушки.

## Звания и награды
Государственные награды:
- «Заслуженная артистка РСФСР» (9 февраля 1967) — за заслуги в области советского искусства[12]
- «Народная артистка РСФСР» (12 мая 1974) — за заслуги в области советского искусства[13]
- «Народная артистка СССР» (28 апреля 1982) — за большие заслуги в области советского искусства[14]
- Государственная премия СССР 1975 года в области литературы, искусства и архитектуры (5 ноября 1975) — за цикл телевизионных передач «От всей души»[15]
- Орден «Знак Почёта» (4 мая 1962) — в связи с 50-летием газеты «Правда», за плодотворную работу в области журналистики и отмечая большие заслуги в развитии советской печати, издательского дела, радио и телевидения[16]
- Орден Дружбы (16 ноября 1998) — за заслуги в области культуры и печати, многолетнюю плодотворную работу[17]
- Медаль «За оборону Ленинграда»
- Медаль «За доблестный труд. В ознаменование 100-летия со дня рождения Владимира Ильича Ленина»

Другие награды, поощрения и общественное признание:
- Премия «ТЭФИ» (2000) (в номинации «За личный вклад в развитие отечественного телевидения»)
- Телевизионная премия «Телегранд — 2004»[18]
- Лауреат премии Московской организации Союза журналистов СССР (1974) — за творческое участие в создании цикла передач «От всей души» Центрального телевидения
- Диплом третьей степени Государственного комитета по телевидению и радиовещанию при Совете министров СССР и президиума Центрального комитета Профсоюза работников культуры (30 июня 1961) — за передачу «Край комсомольской мечты (Кедроград)»
- Диплом первой степени Государственного комитета по телевидению и радиовещанию при Совете министров СССР и президиума Центрального комитета Профсоюза работников культуры (29 июня 1961) — за внестудийный телерепортаж «Дом на Кутузовском»
- Диплом второй степени Государственного комитета по телевидению и радиовещанию при Совете министров СССР и президиума Центрального комитета Профсоюза работников культуры (7 мая 1960) — за телепередачу «О дружбе, песне и хорошем настроении»

## Фильмография
- 1955 — За витриной универмага — диктор телевидения
- 1962 — Без страха и упрёка — диктор телевидения
- 1962 — Голубой огонёк-1962 — ведущая «Голубого огонька»
- 1964 — Голубой огонёк. 25 лет советскому телевидению — ведущая
- 1965 — В первый час — гостья «Голубого огонька»
- 1967 — Курьер Кремля (фильм-спектакль) — эпизод
- 1974 — Северная рапсодия — телеведущая

### Озвучивание
- 1966 — Болдинская осень (Литературная композиция) — ведущая
- 1968 — Малыш и Карлсон (анимационный) — мама Малыша (в титрах не указана)
- 1970 — Друг Тыманчи — читает русский текст
- 1970 — Сладкая сказка (анимационный) — диктор телевидения
- 1973 — Мэри Поппинс рассказывает сказку (озвучка диафильма) — Мэри Поппинс
- 1986 — Однажды в старой Дании (Снежная королева) — ведущая

### Участие в фильмах
- 1977 — Цикл телевизионных фильмов «Наша биография» — ведущая ( в отдельных выпусках)
- 1993 — Просто… тётя Валя (документальный фильм)

### Документальные фильмы о Валентине Леонтьевой
- «Валентина Леонтьева. „Объяснение в любви“» («Первый канал», 2013)[19][20]

## Память
- 1 августа 2008 года в Ульяновске был открыт памятник В. М. Леонтьевой[21].
- В 2007 году Ульяновскому областному театру кукол присвоено имя В. М. Леонтьевой[22]
- В Ульяновской области ежегодно проводится Международный фестиваль кино и телепрограмм для семейного просмотра имени В. Леонтьевой «От всей души»[23].
- Экспозиция, посвящённая В. М. Леонтьевой, в Ульяновском краеведческом музее, куда она передала памятные вещи.
- Экспозиция, посвящённая В. М. Леонтьевой, в Димитровградском краеведческом музее[24].
- Мемориальная доска в п. Новосёлки Мелекесского района Ульяновской области по адресу ул. Новый Микрорайон, 76, где В. М. Леонтьева провела последние годы жизни.
- Мемориальная доска в Георгиевске, на доме 10 по улице Пятигорской, где останавливалась В. М. Леонтьева во время съёмок передачи «От всей души»[25].
- Сохранился дом в Санкт-Петербурге на углу Большого проспекта Петроградской стороны и ул. Зверинской, где В. М. Леонтьева провела детские годы и где её семья пережила дни блокады.
- В 2018 году в Останкинском районе Москвы появилась улица Валентины Леонтьевой.

## Видео
- Передача «От всей души» с Валентиной Леонтьевой. Коллекция выпусков
- Валентина Леонтьева «Мы прожили счастливую жизнь».
- С Днём Рождения Спокойной ночи. 25-летний юбилей.
- ПРОСТО, ТЕТЯ ВАЛЯ.
- Памяти тети Вали.
- Здравствуй, мама. Передача с В.Леонтьевой.
- «Старая квартира». О создании передачи «От всей души»